# Tonte de moutons

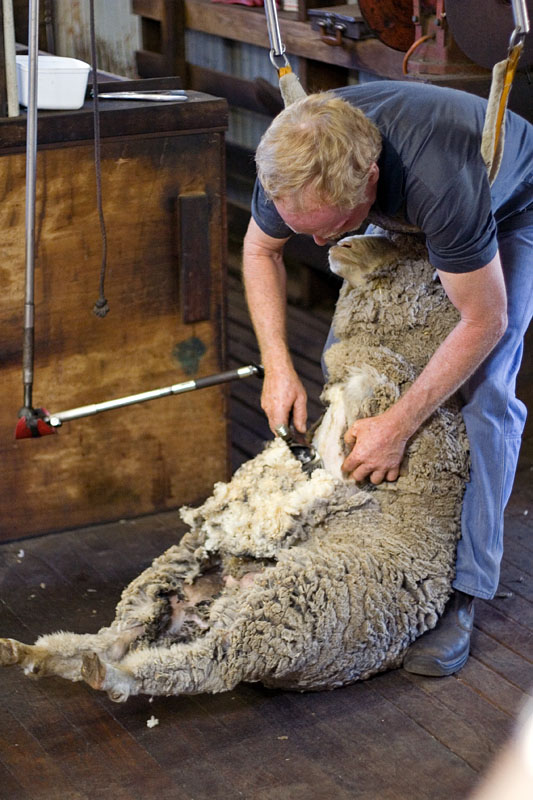
Tonte à la machine d'un mérinos en Australie occidentale. Le tondeur utilise une élingue pour soutenir son dos.

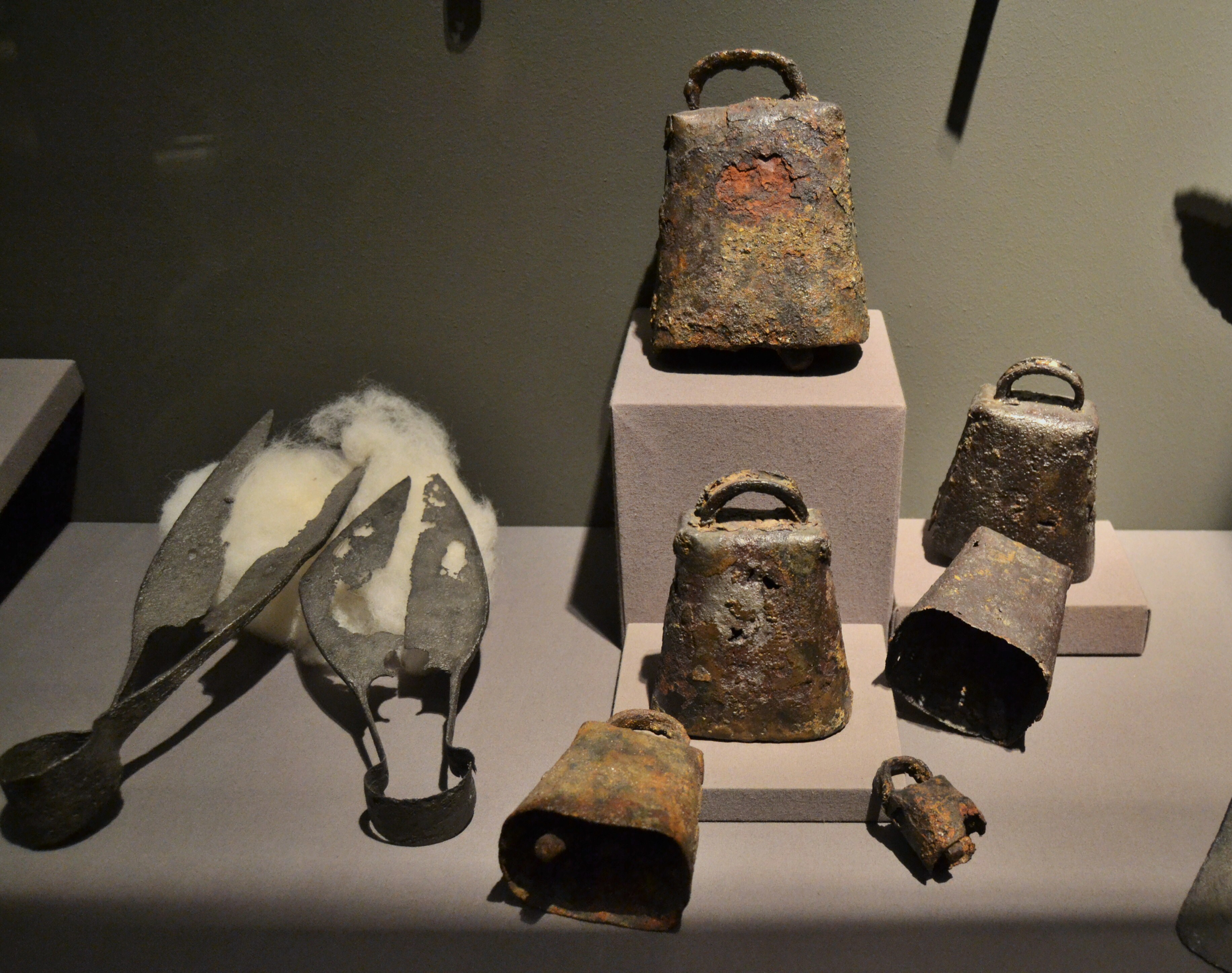
Forces et sonnailles, vers 250 apr. J.-C., Espagne.

La tonte de moutons est le processus par lequel la toison de laine d'un mouton est coupée. La personne qui enlève la laine du mouton s'appelle un tondeur. En règle générale, chaque mouton adulte est tondu une fois par an. Dans les pays d'élevage intensif, la tonte a lieu le plus souvent dans un bâtiment spécialement conçu pour pouvoir traiter des centaines, voire des milliers, de moutons par jour. Les moutons sont tondus en toutes saisons, selon le climat, les exigences de gestion et la disponibilité de professionnels compétents. La tonte des moutons est également considérée comme un sport avec des compétitions organisées dans le monde entier. Elles ont souvent lieu dans l'hémisphère Nord entre le printemps et l'été. 

## Histoire

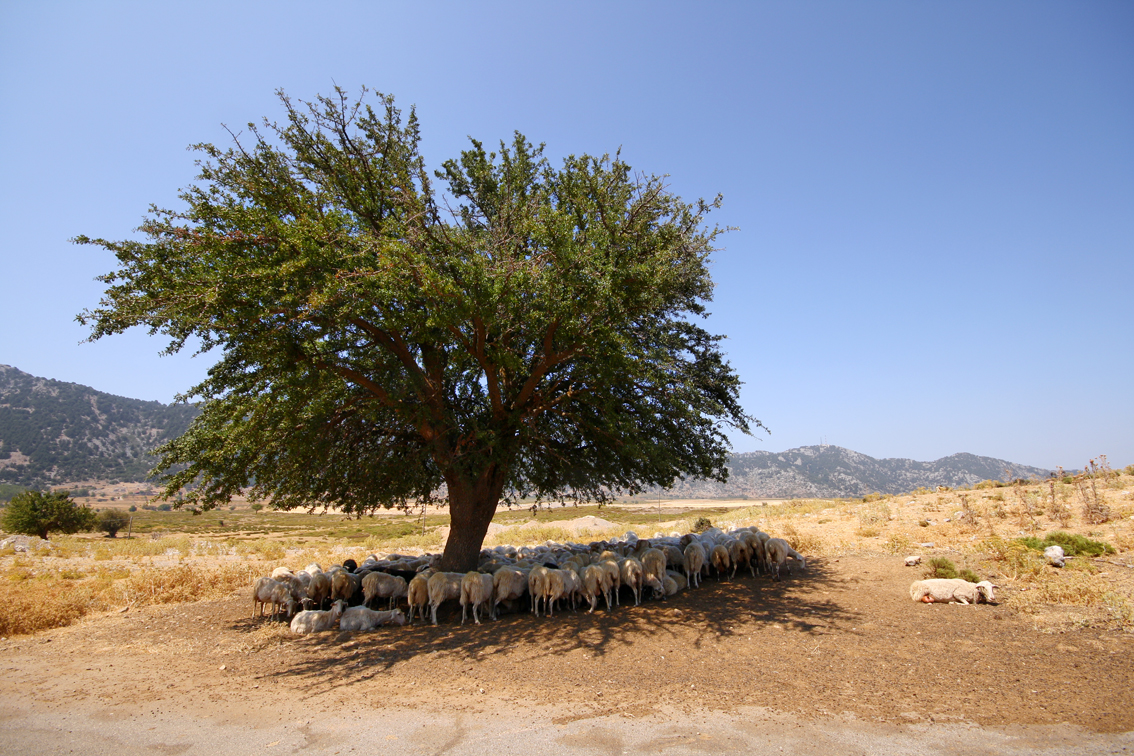
Moutons en Crète de nos jours.

La richesse de l'antique Cnossos, la plus vieille ville d'Europe, provenait de son industrie de la laine de mouton. Le groupe le plus important des tablettes connues du Linéaire B concerne des ventes de laine et d’élevage de moutons . 
Au Moyen Âge le commerce de la laine anglaise (en) était l'un des facteurs les plus importants de l'économie anglaise.  Le principal temps de la tonte des moutons prenait place en juin dans l'Angleterre médiévale, et culminait au banquet de la tonte [réf. nécessaire]. À l'époque il était habituel de laver les moutons avant la tonte, usage conservé dans le monde anglo-saxon jusqu'au XIXe siècle.
En Australie et en Nouvelle-Zélande, pour faire face au très grand nombre de moutons à tondre, il a fallu mettre au point des systèmes plus efficaces. La tonte a été révolutionnée par l’invention d’un éleveur australien, Frédérick York Wolseley (en). Ses machines à tondre, fabriquées par son entreprise à Birmingham en Angleterre, ont permis de réduire le recours aux secondes coupes et surtout le temps de tonte . Ainsi dès 1915, la plupart des grands élevages de moutons australiens sont équipés de machines à tondre, entraînées par la vapeur ou plus tard par des moteurs à combustion interne.

## Justification
La tonte de la laine du mouton est un soin nécessaire dans la très grande majorité des races de mouton qui sont incapables de muer, c'est-à-dire qui ne perdent pas spontanément leur laine de façon saisonnière. Dès lors la laine est une fibre de pousse continue. Un mouton que l’on ne tond pas se retrouve enveloppé d’un cocon de laine feutrée, sale, humide et moisie. La tonte est ainsi une obligation pour la santé des moutons laineux. Quelques races muent ou n'ont vraiment pas de laine. De plus, la tonte libère l'animal de ses parasites externes, poux, tiques, et permet à la peau de respirer. Enfin, la tonte permet d'examiner la brebis sous toutes les coutures : mamelles, vulve, peau, etc.
Au dessus de 25 °C de température extérieure, le mouton recherche l'ombre, ne mange plus et chôme. En été, les moutons se portent mieux avec moins de laine. Mais il faut qu'ils soient recouverts d'un minimum de laine (quelques mois de repousse) pour se protéger de la chaleur. Après la tonte, il est recommandé de mettre les brebis à couvert pour éviter les coups de soleil. Au dessus de 10 °C, un mouton fraîchement tondu et en bonne santé n'a pas froid, à condition qu'il ne soit pas mouillé ou en plein vent. La tonte stimule l’appétit des brebis et des agneaux et augmente la vigueur des béliers. Les brebis sont normalement tondues avant l'agnelage, mais on prend généralement en considération le bien-être des agneaux en ne tondant pas la mère pendant les hivers froids. Les moutons tondus tolèrent bien les gelées, mais les jeunes moutons peuvent souffrir du froid et du vent humide. Dans ce cas, ils sont gardés en bergerie pendant plusieurs nuits jusqu'à ce que le temps s'améliore.  Certains moutons peuvent également être tondus avec des peignes longs qui laissent plus de laine sur l'animal, ce qui leur confère une plus grande protection . 
On peut considérer que la tonte est un acte d’hygiène vétérinaire qui évite l'apparition de parasites externes (tiques, myiase, gales, mélophages....). La tonte de l'arrière train, ou écussonnage, soulage l’animal des parties crottées. Tondre les brebis avant l'agnelage permet à l'agneau de trouver plus facilement les mamelles et lui évite de téter en vain des mèches de laine. La brebis tondue se met à l’abri du vent et du froid et protège mieux ses petits. En outre, elle mange avec plus d'appétit ce qui lui permet de produire plus de lait. La laine sur les brebis maintient une humidité importante dans la bergerie et l'atmosphère y devient malsaine. Il est donc recommandé de tondre les animaux avant la rentrée en bergerie.

## Vocabulaire
Comme toute profession celle des tondeurs utilise un vocabulaire spécifique ou donne un sens particulier à des termes courant. Ainsi le batadou désigne l'aire de tonte où travaille l'équipe de tondeurs ; le brightboy désigne le disque abrasif utilisé pour l'affûtage des dents des peignes ; le chichou désigne l'ergot qui entraîne l'axe de sortie de la tondeuse ; l'écussonnage concerne la tonte de l'entrejambe de la brebis afin d'éliminer la laine du périnée cause de souillure ; le curon est le sac spécial permettant de stocker plusieurs toisons roulées, de les presser et de les transporter ; une fausse-coupe est une mèche de laine coupée trop haute dépréciant la qualité de la toison ; incorporée et suspendue désignent les deux types de tondeuses motorisées, la première est une petite tondeuse dont le moteur est directement situé dans la poignée (comme une tondeuse à cheveux) pratique mais lourde dans la main du tondeur qui traite plusieurs dizaines de brebis d'affilée, la seconde est la tondeuse professionnelle par excellence dont le moteur est suspendu au dessus du tondeur et relié à la «pièce à main» (tondeuse stricto sensu) soit par une transmission flexible soit par une transmission à cardan ; le lau est la toison enroulée sur elle même et nouée par elle même évitant l'emploi de ficelle ; le ou la rousie (de l'anglais rouseabout) est la personne qui ramasse la toison dès la fin de la tonte et la lance sur la table de tri et réalise le tri de la laine ; la toison est constituée par la laine coupée dans toute sa longueur qui se tient d'une seule pièce grâce à l'enchevêtrement serré des fibres.

## Tonte moderne

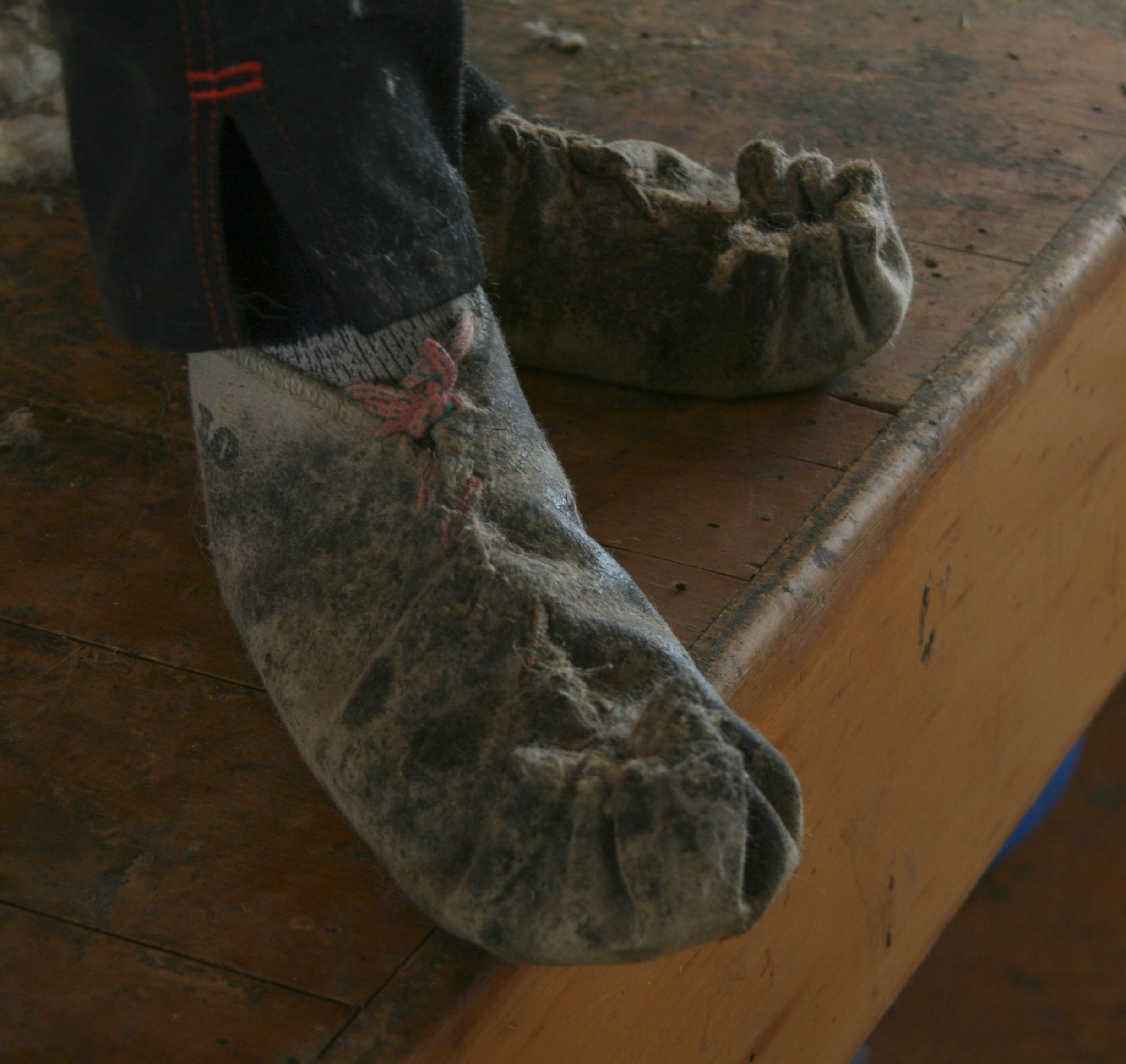
Les tondeurs portent des mocassins pour protéger leurs pieds (en particulier des parasites de la laine), pour être bien stables sur les planchers en bois rendus gras par le suint et absorber la transpiration.

Aujourd'hui, dans les grandes nations d'élevage (Australie, Nouvelle Zélande, etc.), les troupeaux de moutons sont rassemblés, inspectés et éventuellement traités contre les parasites avant que la tonte ne commence. Ils sont ensuite tondus dans des salles de tonte aménagées, par des équipes de tondeurs professionnels travaillant huit heures par jour à la tondeuse mécanique, le plus souvent au printemps. Ces équipes sont composées de tondeurs et de trieurs de laines.  Leurs horaires de travail et leurs salaires sont régis par des accords de secteur. Une journée de travail commence à 7h30 et divisée en quatre périodes de deux heures chacune. Les pauses durent une demi-heure et la pause méridienne dure une heure. La plupart des tondeurs sont payés à la pièce par mouton. Les tondeurs professionnels qui traitent plus de 200 moutons par jour sont surnommés dans les pays anglo-saxons gun shearers. La séance de tonte doit être organisée en amont afin que les bêtes soient préparées. La méthode de tonte pratiquée par les professionnels permet à l'animal de se laisser aller et de ne pas trouver d'appuis pour se relever. Le mouton n'est pas entravé, il est donc libre de ses mouvements. Le tondeur n’utilise pas la force pour contenir l'animal et on constate que le mouton est tranquille. Les moutons doivent être tondus à jeun. Cela évite que la panse ne comprime les poumons et rende la position du mouton inconfortable. La tonte de masse des moutons suit aujourd'hui un protocole de travail défini par étapes : 
- enlever la laine en une seule toison (tonte stricto sensu) ;
- lancer la toison sur la table de tri de la laine ;
- déborder, trier et rouler la toison ;
- catégoriser la toison et la poser dans la balle correspondante ;
- presser les toisons et fermer la balle (ou curon).

Tondre vite est une nécessité permise lorsque le tondeur a la maîtrise de la technique de tonte et de la contention de l'animal. En effet les blessures font bouger les animaux et ralentissent le tondeur, ce qui explique que ce sont souvent les tondeurs les plus rapides qui effectuent la tonte la plus propre, sans déprécier la laine et sans couper la peau.

### Le prélèvement de la laine
Un mouton est attrapé par le tondeur, dans l'enclos d'attente dit case d'attrapage, et amené à son poste de travail sur le parquet de tonte. Il est tondu le plus souvent à l’aide d'une tondeuse à main mécanique, parfois de façon traditionnelle avec des forces. La laine est progressivement retirée en un seul tenant constituant la toison, en suivant un enchaînement de gestes codifiés, selon un protocole de tonte efficace, conçu par Walter Godfrey Bowen vers 1950 (The Bowen Technique ) ou par la méthode Tally-Hi, développée en 1963 et promue par l’Australian Wool Corporation. Les moutons ont moins de difficultés avec la méthode Tally-Hi, ce qui réduit la tension sur le tondeur et permet de gagner environ 30 secondes par animal. La méthode Bowen consiste à tondre la brebis en 41 coups de tondeuse dans un ordre précis et standardisé.
Le tondeur commence par enlever la laine du ventre, séparée de la toison principale par le trieur pendant que le mouton est encore en train d'être tondu. La technique Bowen comporte donc une quarantaine de passes de coupe. Un tondeur professionnel enlève une toison complète sans marquer ni blesser de manière significative le mouton, en deux à trois minutes, en fonction de la race, de la taille et de l'état du mouton. En compétition il peut mettre nettement moins de deux minutes. Le mouton tondu est alors libéré et quitte le parquet par un toboggan d'évacuation jusqu'à un enclos de comptage extérieur.

### Le lancer de la toison

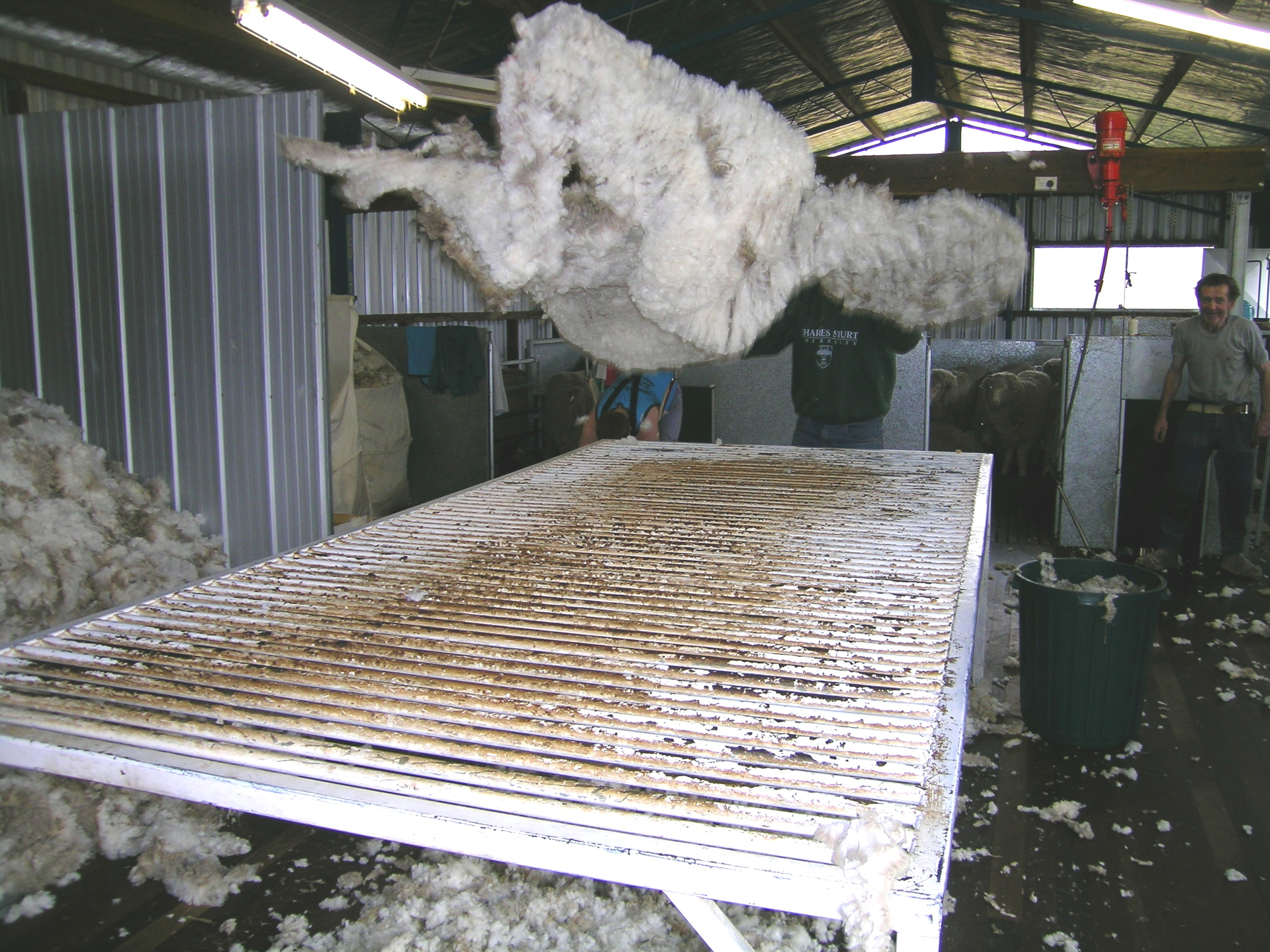
Jet de la toison sur une table de tri de la laine.

Une fois que toute la toison a été retirée du mouton, elle est lancée, côté propre vers le bas, sur une table de tri de la laine par un trieur (le plus souvent une trieuse en France). Le dessus de la table est ajouré, ce qui permet aux petites pièces de laine, aux mèches et aux autres débris de se rassembler sous la table séparément de la toison.  

### Le tri de la laine
La toison peut être ensuite passée au rouleau à laine pour éliminer les gouttes de transpiration et triée pour éliminer les parties moins souhaitables. On appelle parties à dėborder toutes celles qui doivent être ôtées de la toison proprement dite. Ce sont d’une part les bords de la toison qui font l'objet d'une attention particulière car les mèches y sont souvent souillées, mais aussi la laine du ventre, de l’écusson, des casquettes. Les dėbords c’est-à-dire des morceaux de laines non adhérents à la toison, les secondes coupes, etc. Mais aussi des parties de la toison retirées parce que contenant de la laine souillée, feutrée, avec trace de peinture. qui ont encore une utilité dans l'industrie. En tant que tels ces débordés ont encore une valeur, ils sont placés dans des conteneurs séparés pour être vendus. Les autres objets retirés de la toison sur la table, tels que les matières fécales, les fragments de peau, les brindilles et les feuilles, sont jetés dans un contenant proche de la table de tri afin de ne pas contaminer la toison.

### Le pliage et l'enroulage
Après le tri de la toison, ses extrémités sont repliées puis l'ensemble est enroulé depuis l'arrière (les gigots) vers le cou qui sert à lier le ballot. La qualité est contrôlée selon un processus appelé classement de la laine, effectué par un classificateur de laine agréé et qualifié. En fonction de son type, la toison est placée dans la balle (ou curon) appropriée.

### Le pressage
Plusieurs toisons de qualité identique présentes dans une même balle sont ensuite pressées mécaniquement pour constituer un curon fermé, prêt au transport.

## Matériels de tonte

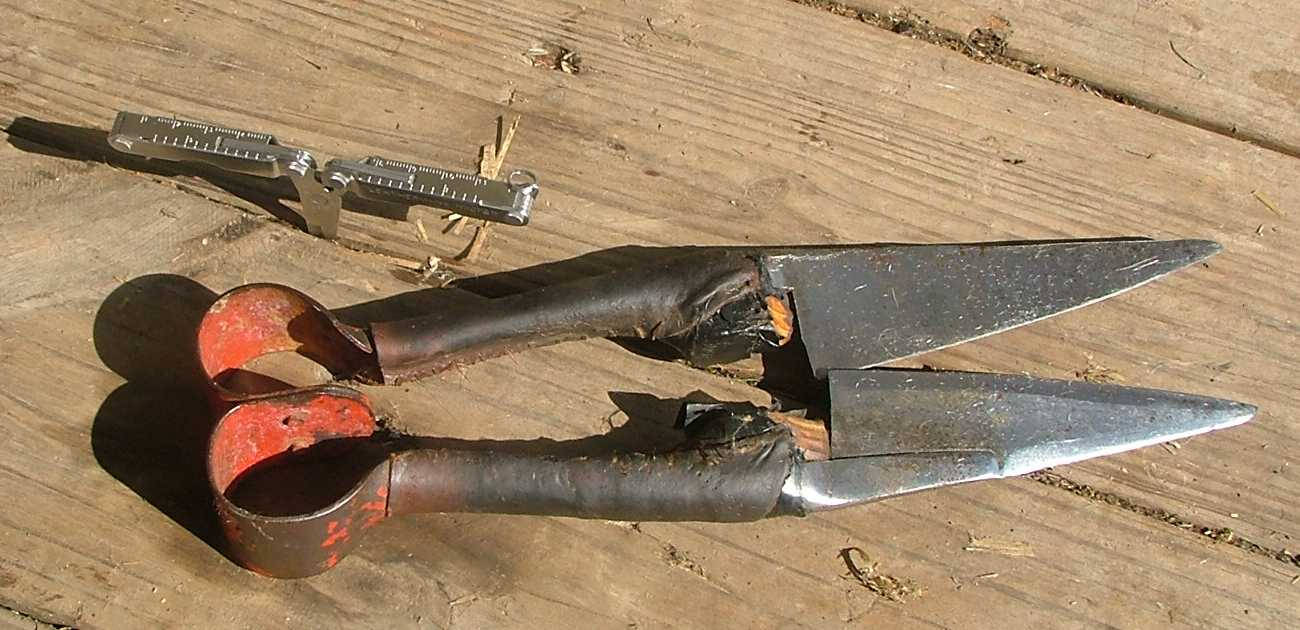
Forces.

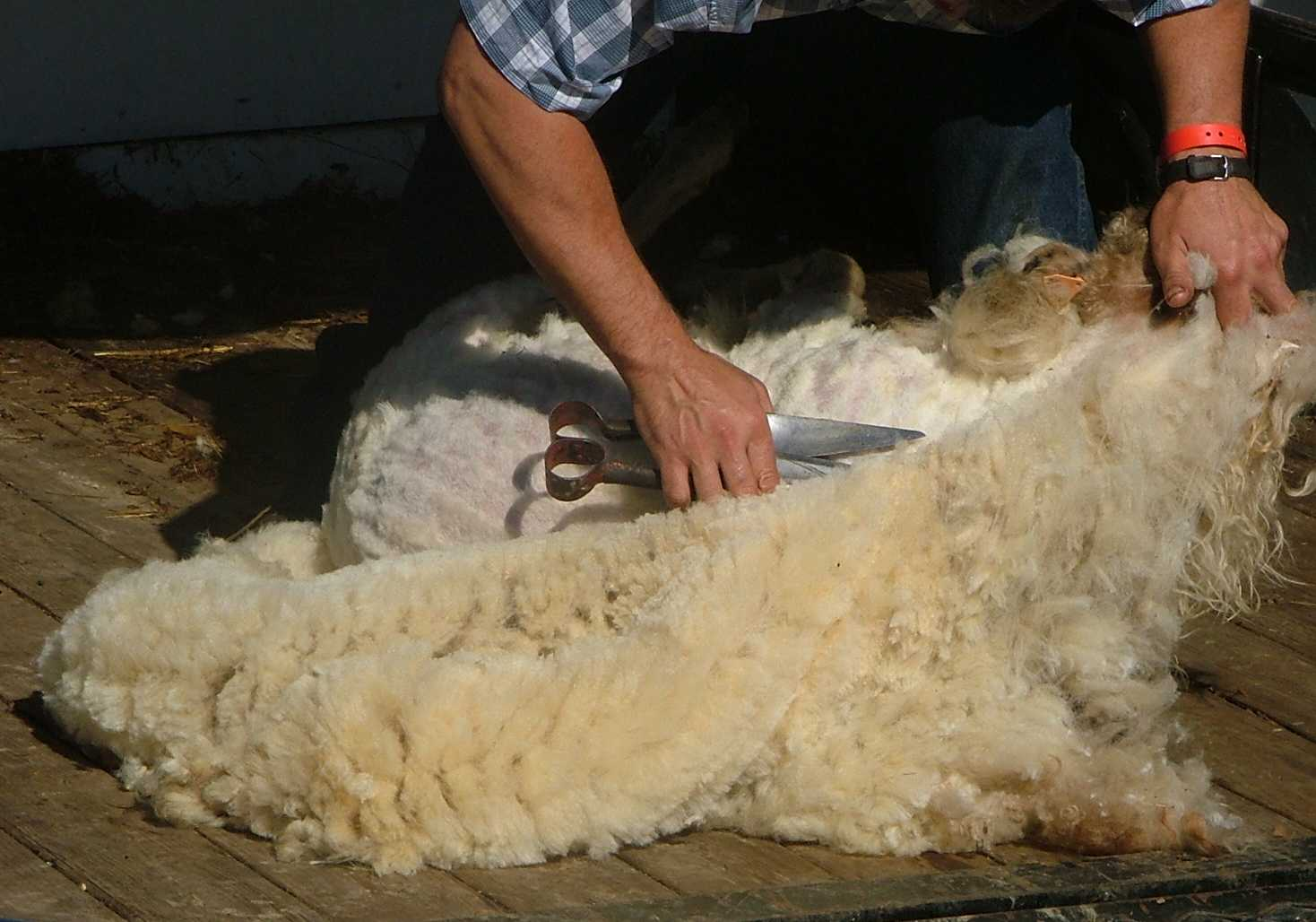
Démonstration de tonte aux forces à la foire du mouton et de la laine à New York.

Quel que soit le dispositif utilisé, les tondeurs doivent veiller à le garder propre afin d'éviter la propagation de maladies au sein d'un troupeau. 
La tonte traditionnelle aux forces a récemment fait un retour dans les pays d'élevage, mais principalement pour le sport plutôt que pour la tonte commerciale. Certaines compétitions attirent de nombreux concurrents et des salons ont même été créés pour permettre aux tondeurs aux forces de concourir.

### Les forces
Les forces sont constituées de deux lames disposées de la même manière que les paires de ciseaux, à la différence que la charnière se trouve à l'extrémité la plus éloignée de la pointe (et non pas au milieu). Les tranchants se croisent lorsque le tondeur les serre et tond la laine près de la peau de l'animal. Les forces sont encore utilisées aujourd'hui, mais de manière limitée. Les forces laissent un peu de laine sur un mouton, ce qui convient mieux aux climats froids comme le haut pays de Canterbury, dans l’île du Sud de la Nouvelle-Zélande, où environ un demi-million de moutons sont encore tondus ainsi chaque année. Pour les zones où il n'y a pas de machines motorisées disponibles, des forces sont la seule option.  

### Les machines de tonte

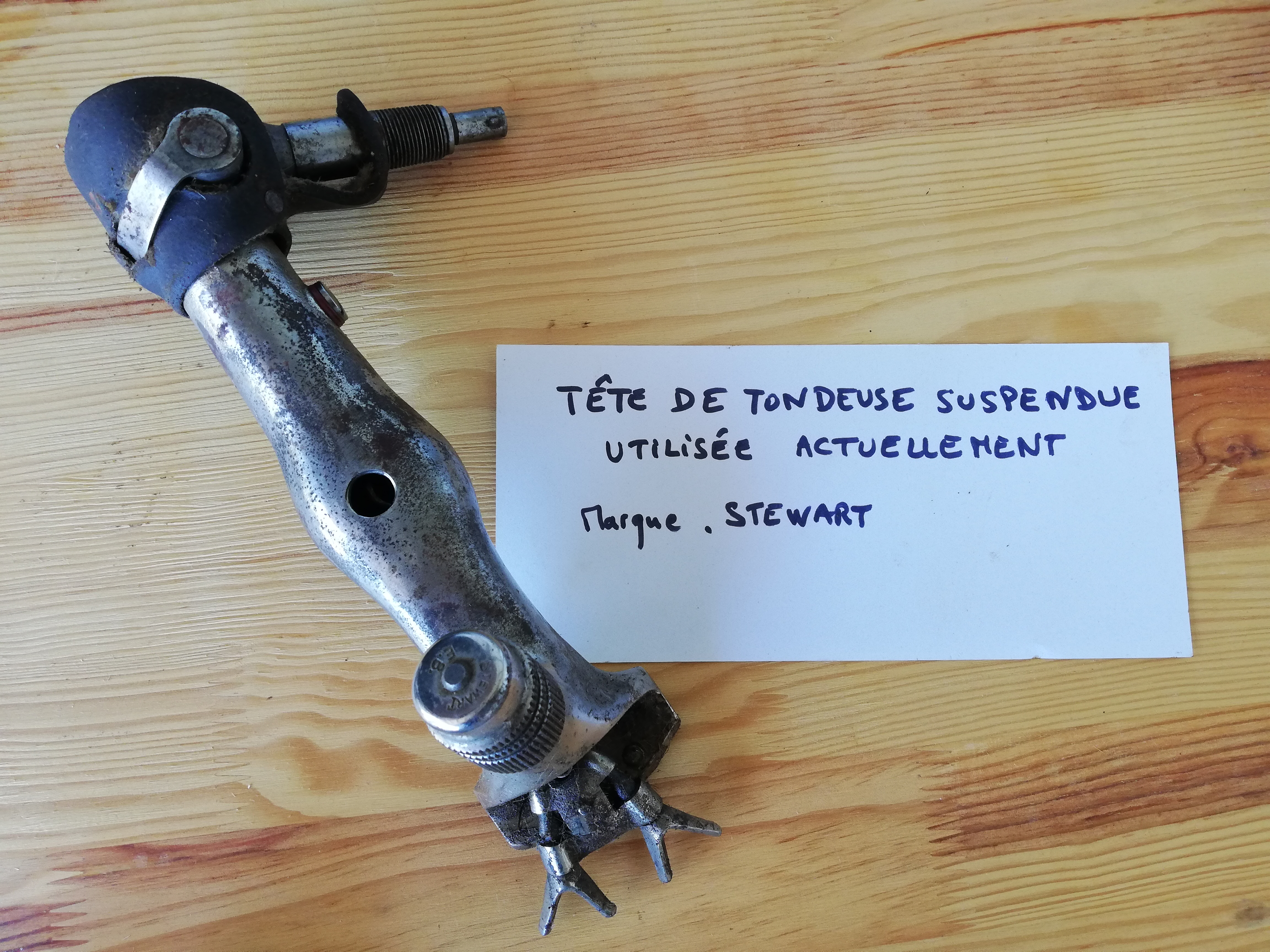
Tête de tondeuse mécanique suspendue sur laquelle prennent place les peignes.

Les tondeuses mécaniques, appelées pièces à main, fonctionnent de la même manière que les tondeuses à cheveux, en ce sens qu'une lame dentée à entraînement mécanique, appelée couteau, est entraînée d'avant en arrière à la surface d'un peigne et que la laine est ainsi coupée de l'animal.  Les machines d'origine étaient alimentées par une manivelle fixe reliée à la pièce à main par un arbre ne comportant que deux joints universels, offrant une très faible amplitude de mouvement.  Les modèles récents ont plus de joints pour permettre un positionnement plus facile de la pièce à main sur l'animal.  Les moteurs électriques à chaque poste de travail ont généralement remplacé les engrenages aériens pour entraîner les pièces à main.  Le bras articulé est souvent remplacé par un arbre flexible .  Des moteurs plus petits ont permis la production de cisailles dans lesquelles le moteur est dans la pièce à main ; ceux-ci ne sont généralement pas utilisés par les tondeurs professionnels car le poids du moteur et la chaleur qu'il génère deviennent gênants à long terme.

## Organisations professionnelles
En Australie et en Nouvelle-Zélande, pays où l'élevage de moutons a pris une importance économique capitale au XIXe siècle, l'organisation professionnelle des tondeurs a joué un rôle essentiel dans l'histoire du syndicalisme et des luttes sociales comme la grève des tondeurs de moutons Australiens de 1891 (en),. Au XXIe siècle tout mouvement ou évolution de cette profession reste un sujet d'intérêt national en Australie.
En Europe, il existe des associations regroupant les tondeurs professionnels dans chaque nation britannique, entre autres impliquées dans l'organisation de manifestations sportives et évènements promotionnels : British Isles Shearing Association (BISCA), Scotish Sheep Shearing, Irish Sheep Shearers Association, Northern Ireland Sheep Shearers Association.
En France, l'Association des tondeurs de moutons (ATM) regroupe depuis 1985 les tondeurs professionnels, son but est de « valoriser la profession de tondeur de moutons et de développer une coordination interprofessionnelle » à travers trois axes que sont la formation des tondeurs, l'organisation de concours et la parution d'une revue professionnelle Déshabillez-moi. Elle regroupe plus de 200 tondeurs professionnels.
En Espagne, l'Asociación española de esquiladores de ovejas créée en 2010 revendique en 2015 plus de 700 membres.

## Bien-être animal
En Australie, des organisations de défense des animaux ont fait part de leurs préoccupations concernant la souffrance des moutons lors de la tonte et ont plaidé contre la vente et l'achat de produits en laine. Toujours en Australie, en 2013, un tondeur anonyme a signalé des cas de maltraitance envers les animaux par des travailleurs. À cette occasion Australian Wool Innovation a insisté sur le fait que le bien-être des animaux était une priorité pour les tondeurs .

## La tonte dans la culture
La tonte de moutons est très anciennement présente dans l’art ; elle apparaît ainsi au XVe siècle dans Les Très Riches Heures du duc de Berry. Dans cette enluminure on peut voir une scène de tonte en plein champ avec au premier plan une femme dans une grande robe bleu roi et une coiffe noire, vue de dos, agenouillée et tondant une brebis ; en face d’elle au second plan un homme, avec un seul genou à terre, fait de même.
Une culture s'est développée à partir de la pratique de la tonte des moutons. La fête de la tonte des moutons est le cadre de l'acte IV  du Conte d'hiver de Shakespeare.
Shearing the Rams, une peinture du peintre australien Tom Roberts est une icône de la culture de l'élevage ou de la vie à la terre en Australie. L’expression selon laquelle la richesse de l’Australie a pesé sur le dos des moutons à certains moments du XXe siècle n’a plus la même importance que dans le passé. 
En 1975, le cinéaste australien Ken Hannam consacre un long métrage à des tondeurs de moutons : Sunday Too Far Away, situé dans un ranch de moutons de l'Outback, en 1955. Ce film de fiction, d'un aspect assez documentaire sur certains points, montre la vie des tondeurs, leurs réactions à la suppression de leur prime et leur confrontation à une main d'œuvre non-syndiquée lors d'un long épisode de grève qui marqua cette année 1955. Notable succès à sa sortie, Sunday Too Far Away s'inscrit dans la nouvelle vague du cinéma australien des années 70, a remporté rois récompenses AFI en 1975, et a été le premier film australien présenté au festival de Cannes. 
En 2001, Mandy Francis de Hardy's Bay, en Australie, a proposé un siège noir pour le projet de mobilier urbain de Walcha en Australie. Ce siège s'inspire des peignes, couteaux, tables à laine et caillebotis associés à l’artisanat et à l’industrie de la tonte .

La Tonte dans la peinture
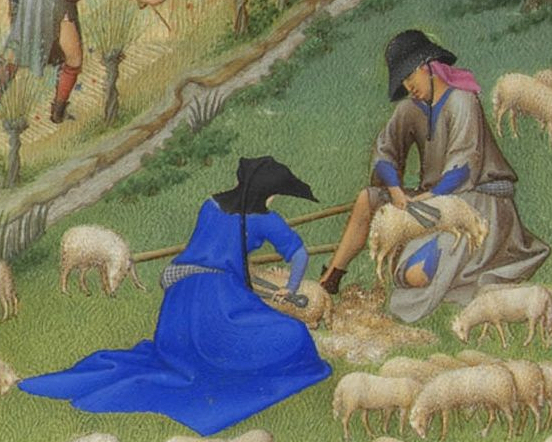
Scène de tonte Très Riches Heures du duc de Berry enluminure du XVe siècle
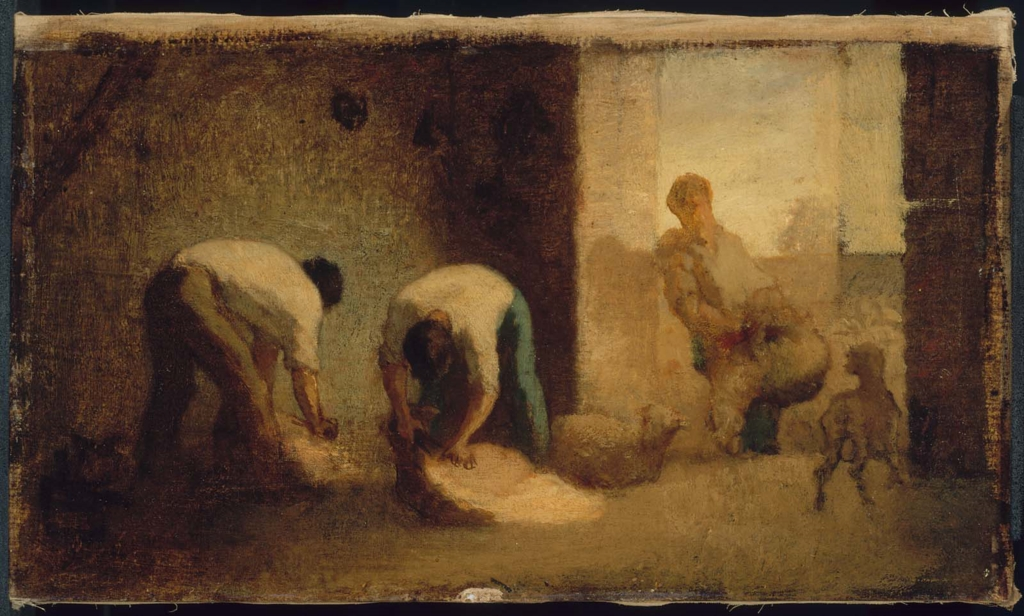
Trois Hommes en train de tondre des moutons dans une grange Jean-François Millet, vers 1852 Musée des Beaux-Arts (Boston)
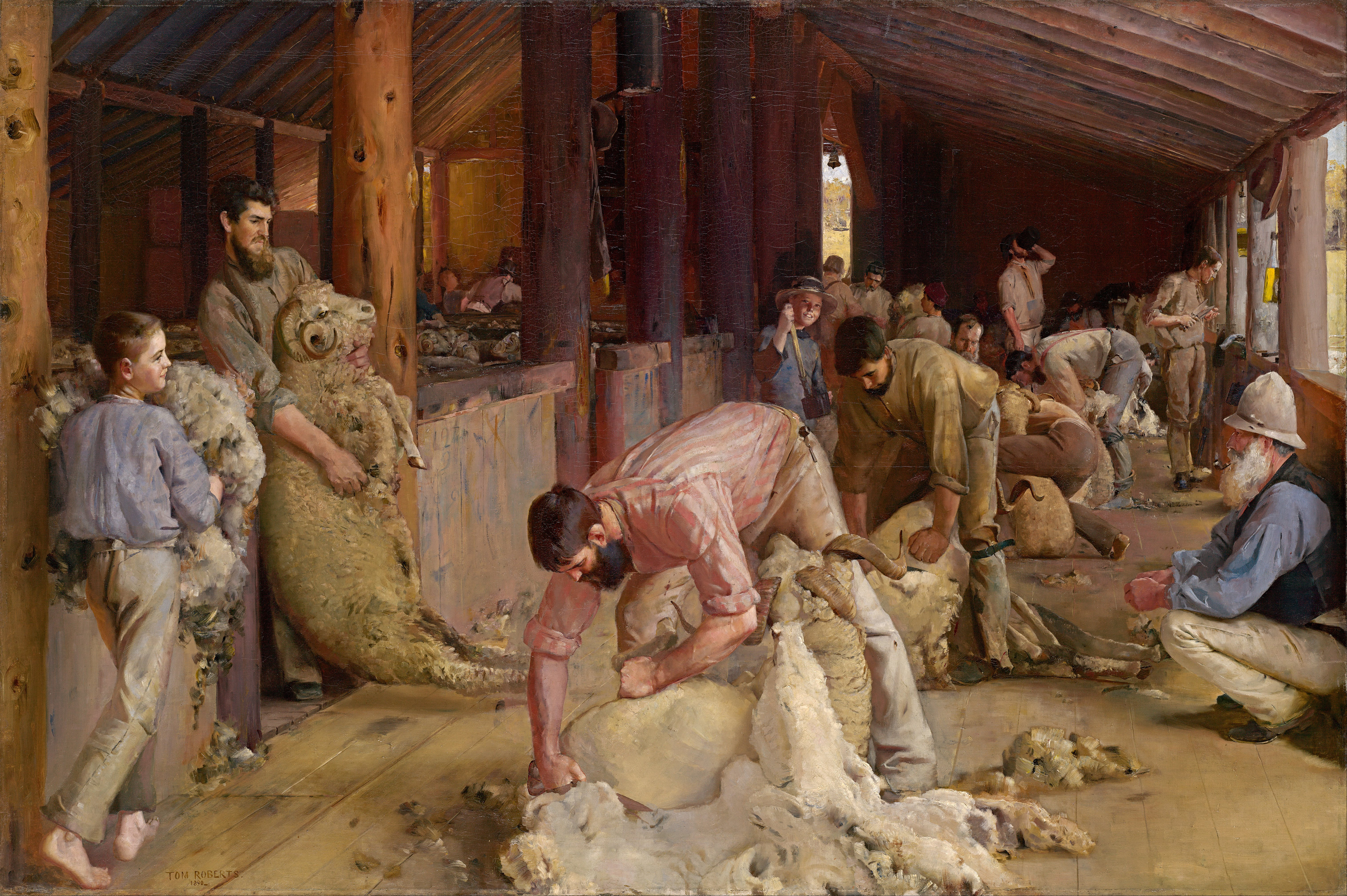
Shearing the Rams (La tonte des béliers) Tom Roberts, 1890

## La tonte sportive

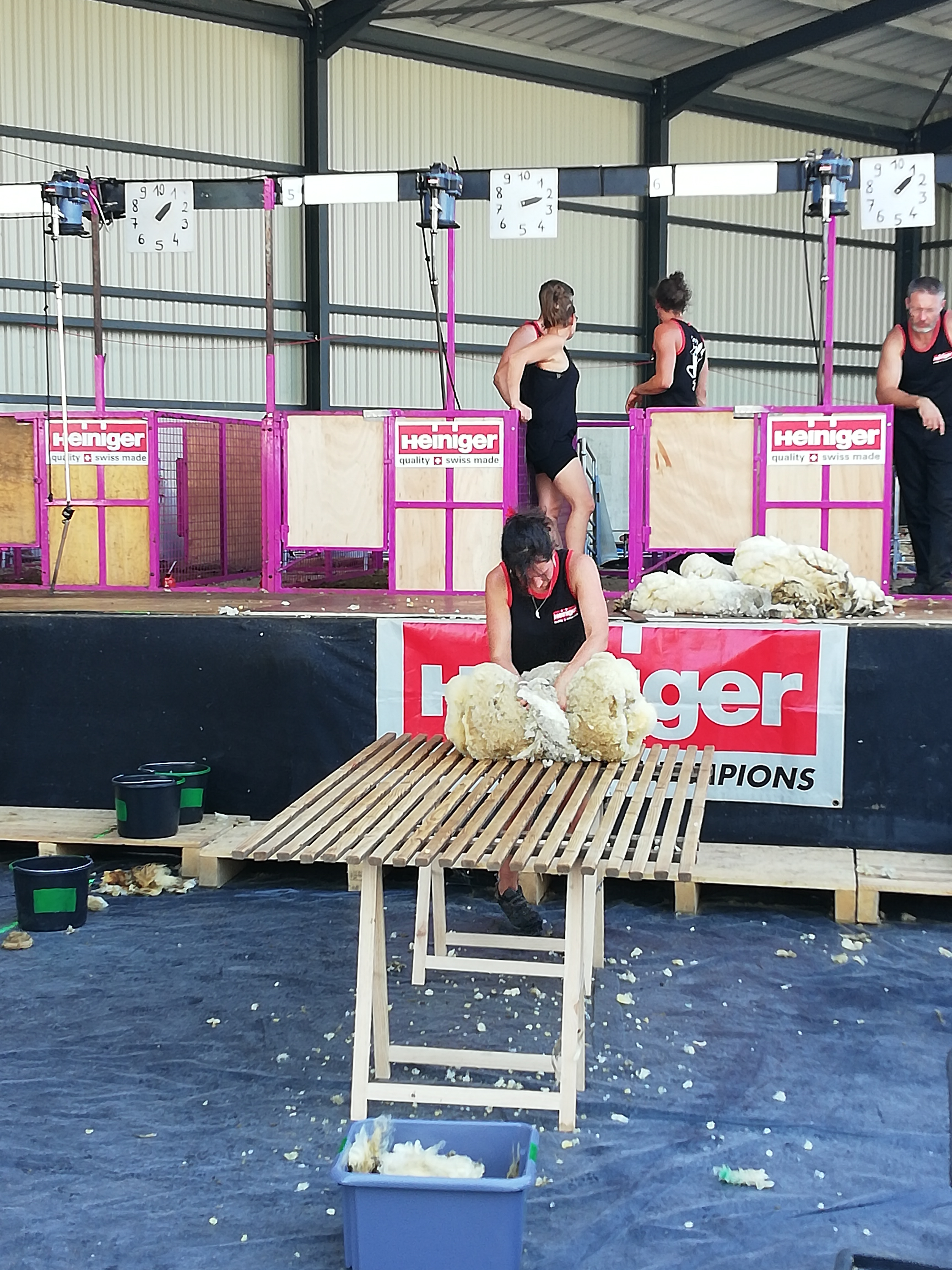
Confection d'un lau avec une toison de mouton, la trieuse roule la toison puis la noue sur elle même avec la partie provenant du cou.

La place prise par l'élevage de moutons et des métiers connexes en Australasie a donné naissance à des concours de tonte à l'origine d'une véritable pratique sportive de la tonte. Historiquement les premières épreuves sont des concours de vitesse de tonte, la tonte d'une brebis ne prenant que quelques dizaines de secondes, les épreuves comportent la tonte d'une série de bêtes (en nombre croissant selon la catégorie des compétiteurs). Plus récemment les concours se sont complétés par des épreuves de tri de laine et de pressage de laine,.
Des compétitions de tonte des moutons et de manipulation de laine ont lieu régulièrement, notamment en Europe (Irlande, Royaume-Uni, France, Espagne, Norvège, etc.) en Afrique du Sud, en Nouvelle-Zélande et en Australie. La tonte des moutons étant une tâche complexe, les tondeurs concourant à grande vitesse, avec tous les types d'équipements et races de brebis, sont des athlètes très bien entraînés, le plus souvent professionnels. Leur entraînement porte sur la technique de tonte (machine ou forces) mais aussi sur la préparation physique (gainage, musculature dorsale, endurance) et mentale.

### LesGolden Shears
Le plus grand concours de tonte, de tri et de pressage de laine au monde, les Golden Shears, a lieu à Masterton, dans le district de Wairarapa, en Nouvelle-Zélande depuis 1961, il dispose de sa propre chaîne de télévision et peut réunir 70 000 téléspectateurs pendant les trois journées de compétition annuelles.

### Les compétitions nationales

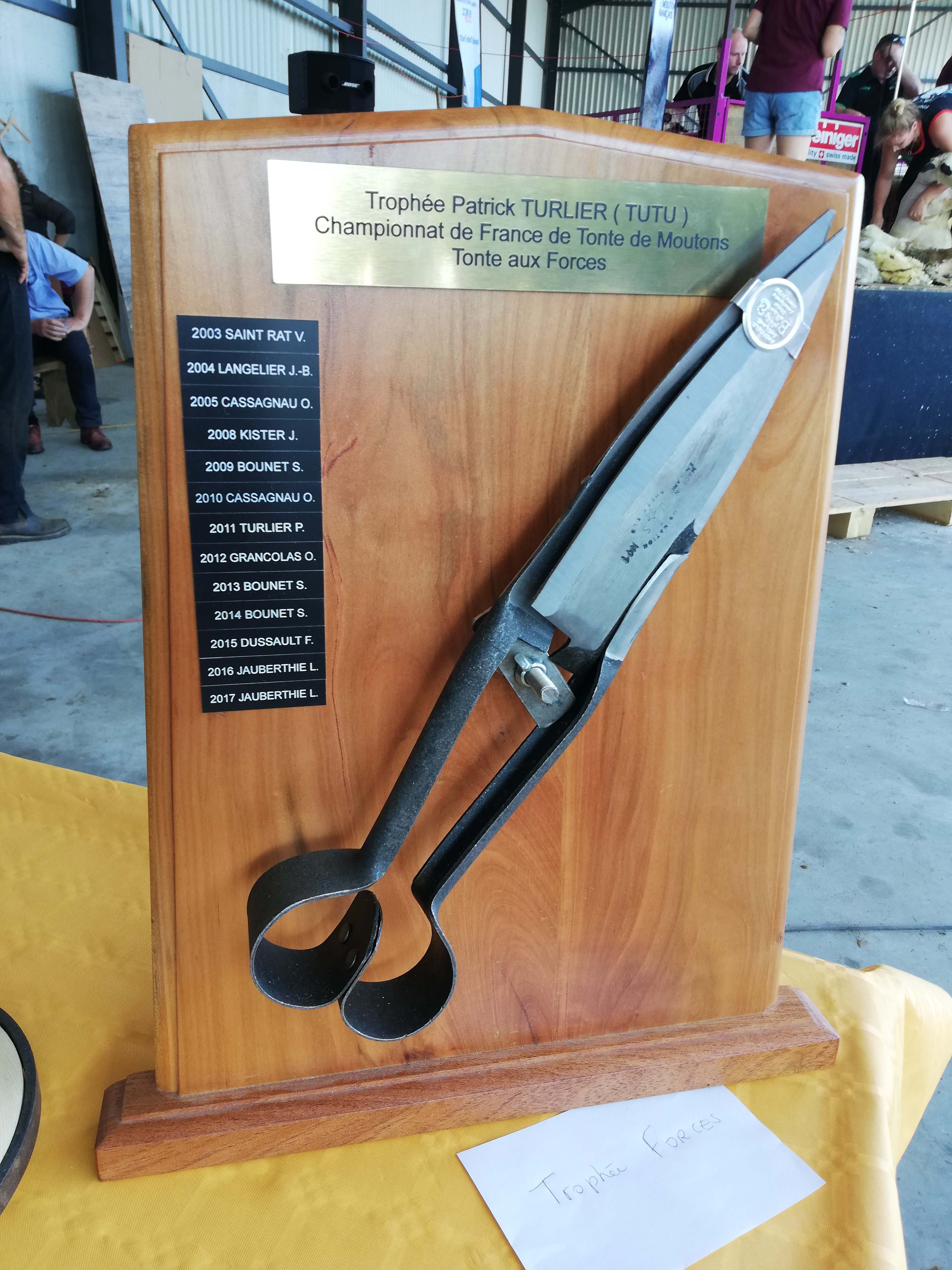
Trophée du Champion de France de tonte aux forces.

Des compétitions sont organisées dans les pays d’élevage sous forme de tournois, de classement annuel à partir d'un circuit de tournois décernant des coupes ou titre, ou encore de championnat national.  
En Nouvelle-Zélande l'activité de tonte sportive est très organisée sous l'égide de Shearing Sports New Zeland.
Au Royaume-Uni la tonte sportive est coordonnée par Shearing Sports UK.
En Irlande et Irlande du Nord des compétitions sont organisées sur l'ensemble de l'île par l'Irish sheep shearers association.
Au Pays de Galles un concours de tonte de moutons est l’un des événements du Royal Welsh Show, le plus important salon agricole du pays, près de Builth Wells. 
En Australie à côté d'une organisation nationale, Sports Shear Australia Association, plusieurs associations regroupent les tondeurs sur une base régionale et organise des circuits de compétitions, comme la West Australian Competition Shearing Association
.
En Afrique du Sud l'association sportive professionnelle est affiliée au Comité olympique national.
En France, l'Association des tondeurs de moutons coordonne l'organisation des tournois, au nombre de 3 à 4 par an dont l'un accueille le championnat national annuel, édicte les règlements des compétitions, décerne les titres de tondeurs de l'année (par cumul des points obtenus sur l'ensemble des tournois du circuit annuel et par catégorie) et de champions de France (par catégorie), sélectionne les membres des équipes de France pour les tournois internationaux (2 membres par équipe pour chacune des équipes à la machine, aux forces et de tri de laine) et homologue les records.
Dans le cadre de la préparation du championnat du monde de 2019, une tentative, couronnée de succès, de record de France de tonte à deux a été tentée le 9 juillet 2017 avec 1 328 agneaux tondus en 9 heures, le record du monde détenu par un binôme de tondeurs de Nouvelle-Zélance, depuis 1999, étant de 1 637 agneaux tondus dans le même temps,.

### Les championnats du monde
Ils sont organisés par des pays différents tous les deux ou trois ans et huit pays différents ont accueilli l'événement. Les premiers championnats du monde ont eu lieu sur le site du Bath & West Showground, en Angleterre, en 1977, et le premier vainqueur de tonte à la machine est le Néo-zélandais Roger Cox. Au cours des 17 premières éditions (1977-2017) les pays qui ont accueilli les championnats du monde de tonte des moutons sont la Nouvelle-Zélande (5 fois), l'Angleterre (3 fois), l'Australie (2 fois), le Pays de Galles (2 fois), l'Irlande (2 fois), l'Écosse, l'Afrique du Sud et la Norvège. Initialement seuls les titres de champion du monde individuel et par équipe de tonte à la machine sont attribués. La compétition de tonte aux forces est introduite en 1992, la compétition de tri de laine est introduite en 1996, et celle de tri de laine par équipe en 2000.
Sur les 17 premiers championnats du monde, la Nouvelle-Zélande a remporté le concours de tonte à la machine par équipe 13 fois et celui de tonte à la machine individuel 12 fois ; tandis que le célèbre tondeur néo-zélandais, David Fagan, a été titré 5 fois en individuel et 7 fois par équipe,. Sur douze compétitions de tonte aux forces le titre est revenu 6 fois à l'Afrique du Sud et 5 fois au Lesotho. La Nouvelle-Zélande domine largement les compétitions de tri de laine en individuel et par équipe depuis leurs créations.
En octobre 2008, l'événement est organisé en Norvège. C'est la première fois que l'événement était organisé par un pays non anglophone.
En France, l'Association des tondeurs de moutons a obtenu d'organiser en 2019, pour la première fois en France, les championnats du monde, qui se déroulent au Dorat (Haute-Vienne),,.

### Homologation des records
Depuis 2004, World Sheep Shearing Records Society Inc fédère les associations nationales de Nouvelle-Zélande, Australie, Afrique du Sud et du Royaume-Uni dans une société codifiant les règles relatives aux records de vitesse de tonte, l'organisation de tentatives de records, l'agrément des arbitres, etc..

## Voir également